# Danilo (football, 1999)
Pour les articles homonymes, voir Danilo.
Danilo Pereira da Silva, plus simplement connu comme Danilo Pereira ou Danilo, né le 7 avril 1999 à São Paulo, est un footballeur brésilien qui évolue au poste d'avant-centre au Rangers FC.

## Biographie

### Carrière en club
Né à São Paulo, Danilo passe notamment par la Portuguesa, les Corinthians, Ponte Preta et Vasco da Gama dans sa jeunesse avant de rejoindre l'académie de Santos en 2016,. Le 7 septembre 2017, il signe un contrat de cinq ans avec le club néerlandais de l'Ajax,.
Le 25 mars 2018, il fait ses débuts pour le Jong Ajax lors d'une défaite 1-0 contre les jeunes d'AZ. Il marque son premier but en deuxième division néerlandaise le 10 septembre 2018, lors d'un autre match contre cette même équipe.
Lors de la saison 2019-2020, il se met en évidence en inscrivant 19 buts en deuxième division. Il est l'auteur de six doublés cette saison là[source insuffisante].
Il réalise ses débuts avec l'équipe principale de l'Ajax Amsterdam le 23 février 2020, à l'occasion d'une défaite 1-0 contre l'Heracles Almelo, dont il fait pour autant partie des rares satisfactions du côté ajacide, avec une activité offensive remarquée.
Le 14 août 2020, Danilo rejoint le club de Twente en Eredivisie, pour un prêt d'une saison.
Il joue son premier match en championnat avec Twente le 12 septembre 2020, lors de la réception du Fortuna Sittard (victoire 2-0). Il se met immédiatement en évidence en inscrivant son tout premier but en Eredivisie. Par la suite, le 17 octobre 2020, il marque son premier doublé dans ce championnat, sur la pelouse du Willem II (victoire 0-3). Il marque un deuxième doublé le 7 novembre, lors d'un déplacement à l'ADO La Haye (victoire 2-4).

### Carrière en sélection
Sélectionné par André Jardine (en), il fait ses débuts en équipe du Brésil olympique le 14 novembre 2020 contre la Corée du Sud.

## Palmarès

### En club
Ajax Amsterdam
- Championnat des Pays-Bas
  - Champion en 2022

 Rangers FC
- Vainqueur de la Coupe de la Ligue écossaise en 2023
- Finaliste de la Coupe de la Ligue écossaise en 2024